# Jiří Hájek (lední hokejista)
Jiří Hájek (* 28. května 1953) je bývalý český hokejový obránce.

## Hokejová kariéra
V československé lize hrál za TJ Zetor Brno a TJ Ingstav Brno. Odehrál 2 ligové sezóny, nastoupil ve 29 ligových utkáních, dal 5 ligových gólů a měl 2 asistence. V nižších soutěžích hrál i za Duklu Trenčín a TJ Prostějov.

## Klubové statistiky
| Sezona    | Klub                       | Soutěž  | Základní část | Základní část | Základní část | Základní část | Základní část |
| Sezona    | Klub                       | Soutěž  | Z             | G             | A             | B             | TM            |
| --------- | -------------------------- | ------- | ------------- | ------------- | ------------- | ------------- | ------------- |
| 1969/1970 | TJ Ingstav Brno            | 2. liga | 4             | 2             | -             | -             | -             |
| 1970/1971 | TJ Ingstav Brno            | 2. liga | -             | 20            | -             | -             | -             |
| 1971/1972 | TJ Ingstav Brno            | 2. liga | 34            | 13            | -             | -             | -             |
| 1972/1973 | Dukla Trenčín              | 2. liga | -             | 4             | -             | -             | -             |
| 1973/1974 | Dukla Trenčín              | 2. liga | 44            | 23            | -             | -             | -             |
| 1974/1975 | TJ Ingstav Brno            | 2. liga | -             | 10            | -             | -             | -             |
| 1975/1976 | TJ Ingstav Brno            | 1. liga | 21            | 2             | 2             | 4             | -             |
| 1975/1976 | TJ Prostějov               | 2. liga | 27            | -             | -             | -             | -             |
| 1976/1977 | TJ Ingstav Brno            | 2. liga | -             | 8             | -             | -             | -             |
| 1977/1978 | TJ Ingstav Brno            | 2. liga | 44            | 24            | 12            | 36            | -             |
| 1978/1979 | TJ Zetor Brno              | 1. liga | 8             | 3             | 0             | 3             | -             |
| 1978/1979 | TJ Ingstav Brno            | 2. liga | -             | -             | -             | -             | -             |
| 1979/1980 | TJ Ingstav Brno            | 2. liga | -             | 27            | -             | -             | -             |
| 1980/1981 | TJ Ingstav Brno            | 2. liga | -             | 6             | -             | -             | -             |
| 1981/1982 | TJ Ingstav Brno            | 2. liga | -             | 11            | -             | -             | -             |
| 1982/1983 | TJ Lokomotiva Ingstav Brno | 2. liga | -             | 12            | -             | -             | -             |
| 1983/1984 | TJ Lokomotiva Ingstav Brno | 2. liga | -             | 15            | -             | -             | -             |